# Marit Bjørkli
Marit Bjørkli (* im 20. Jahrhundert) ist eine ehemalige norwegische Fußballspielerin.

## Karriere

### Vereine
Bjørkli spielte 1981 für den in Trondheim ansässigen Trondheims-Ørn SK, der im Februar 2020 Rosenborg Trondheim beigetreten ist.
In den Spielzeiten 1982 und 1983 war sie für den in Rindal in der Provinz Møre og Romsdal in der Region Vestlandet ansässigen Sportsklubben Troll aktiv.

### Nationalmannschaft
Bjørkli kam von 1981 bis 1983 in 13 Länderspielen als Nationalspielerin für den NFF zum Einsatz. Mit der Nationalmannschaft nahm sie am Turnier um die Nordische Meisterschaft 1981 in Finnland teil und wurde in allen drei Spielen eingesetzt. Ihr Debüt gab sie am 16. Juli in Karis mit dem ersten Turnierspiel, das gegen die Nationalmannschaft Schwedens mit 0:2 verloren wurde. Im dritten Turnierspiel am 19. Juli in Helsinki erzielte sie bei der 2:3-Niederlage gegen die Nationalmannschaft Finnlands mit dem Treffer zum Endstand in der 76. Minute ihr erstes Länderspieltor. Am 25. Oktober 1981 fand das erste Aufeinandertreffen mit der Nationalmannschaft Englands in Cambridge statt, in dem sie beim 3:0-Sieg mitwirkte. Das Spieljahr 1982 begann, wie es 1981 geendet hatte, mit einem Freundschaftsspiel – ihrem zweiten. Am 15. Mai wurde die Nationalmannschaft Frankreichs mit 2:1 in Asker bezwungen. Danach wurde sie erneut in allen drei Spielen im Turnier um die Nordische Meisterschaft berücksichtigt, bevor sie spieljahrübergreifend ihre letzten fünf Länderspiele (die ersten beiden und die letzten drei) in der EM-Qualifikationsgruppe 1 bestritt.